# Ligue musulmane du Pakistan (J)
Pour les articles homonymes, voir Ligue musulmane (homonymie).
La Ligue musulmane du Pakistan (J) (anglais : Pakistan Muslim League (Junejo) ; ourdou : پاکستان مسلم لیگ ج) est un parti politique pakistanais. Il apparait en 1988 quand l'ancien Premier ministre Muhammad Khan Junejo mène sa propre faction de la Ligue musulmane du Pakistan après avoir été démis de ses fonctions par le président Muhammad Zia-ul-Haq.
Lors des élections législatives de 1988 puis de 1990, le parti se fond au sein de l'Alliance démocratique islamique et soutient Nawaz Sharif. Lors du scrutin de 1993, il se sépare de la Ligue musulmane du Pakistan (N) qui soutient Sharif. Il devient le troisième parti de l'Assemblée nationale puis rejoint la coalition menée par le Parti du peuple pakistanais autour de Benazir Bhutto.
Le parti perd tous ses élus lors des élections de 1997. En 2002, il obtient trois députés fédéraux et quatre élus à l'Assemblée provinciale du Pendjab. Il rejoint la coalition gouvernementale menée par la Ligue musulmane du Pakistan (Q) en soutien au général Pervez Musharraf. En 2004, il fusionne avec la Ligue (Q).

## Tableau récapitulatif des scrutins
| Élections            | % de suffrages (échelle nationale) | Votes populaire | Nombre de sièges à l’Assemblée nationale | Position                |
| -------------------- | ---------------------------------- | --------------- | ---------------------------------------- | ----------------------- |
| Législatives de 1993 | 3,9 %                              | 781 652         | 6 / 207                                  | Coalition avec le PPP   |
| Législatives de 1997 | 3,3 %                              | 624 286         | 0 / 207                                  | Opposition              |
| Législatives de 2002 | 0,97 %                             | 283 755         | 3 / 342                                  | Coalition avec la LMP-Q |